# عدد صحيح

رمز الأعداد الصحيحة (اشتق هذا الرمز من كلمة Zahlen والتي تعني العدد في (اللغة الألمانية).

العدد الصحيح هو الذي يُمكن كتابته بدون استخدام الكسور أو الفواصل العشرية، وتتكون مجموعة الأعداد الصحيحة والتي تعتبر مجموعة جزئية من مجموعة الأعداد الحقيقية- من الأعداد الطبيعية (1، 2، 3) والصفر والأعداد السالبة المقابلة للأعداد الطبيعية (-1، -2، -3..)، وعليه فمجموعة الأعداد الصحيحة تكون مجموعة غير منتهية شأنها في ذلك شأن مجموعة الأعداد الطبيعية، وعادة ما يرمز لها بالحرف اللاتيني Z.

## الخصائص الجبرية
كما هو الحال بالنسبة إلى مجموعة الأعداد الطبيعية، فإن مجموعة الأعداد الصحيحة منغلقة تحت عمليتي الجمع والضرب. هذا يعني أن مجموع وجداء عددين صحيحين هما أيضا عددان صحيحان. وبما أن مجموعة الأعداد الصحيحة تضم الأعداد الطبيعية السالبة وتضم الصفر، فإنها تبقى منغلقة أيضا تحت عملية الطرح، على عكس مجموعة الأعداد الطبيعية. Z غير منغلقة تحت عملية القسمة، بما أن قسمة عدد صحيح ما على عدد صحيح آخر (على سبيل المثال، واحد مقسوم على اثنين)، لا تعطي دائما عددا صحيحا. رغم أن مجموعة الأعداد الطبيعية مغلقة تحت عملية الرفع، فإن مجموعة الأعداد الصحيحة ليست كذلك، بما أن رفع عدد صحيح إلى أس مساو لعدد صحيح سالب يعطي عددا كسريا.
فيما يلي بعض من الخصائص لعمليتي الجمع والضرب بالنسبة لثلاثة أعداد صحيحة a و b و c:
|                          | الجمع | الضرب |
| الانغلاق:                | a + b عدد صحيح | a × b عدد صحيح |
| التجميعية:               | a + (b + c) = (a + b) + c عند جمع ثلاثة أعداد، جمع العددين الأولين a و b ثم جمع النتيجة مع c يعطي نفس النتيجة إذا جمعت a مع ناتج جمع العددين الثاني والثالث b و c. | a × (b × c) = (a × b) × c عند ضرب ثلاثة أعداد، ضرب العددين الأولين a و b ثم ضرب النتيجة في c يعطي نفس النتيجة إذا ضربت a مع ناتج جداء العددين الثاني والثالث b و c. |
| التبديلية:               | a + b = b + a | a × b = b × a |
| وجود العنصر المحايد:     | a + 0 = a هو الصفر حيث جمع الصفر مع أي عدد صحيح يعطي العدد نفسه.                                                                                                   | a × 1 = a هو الواحد حيث ضرب الواحد في أي عدد صحيح يعطي العدد نفسه.                                                                                                  |
| وجود العنصر المعاكس:     | a + (−a) = 0 مثلا، العنصر المعاكس لـ 3 هو 3-. مجموع العدد ومعكوسه الجمعى يساوى صفرا.                                                                               | العنصر المعاكس عادة ما يكون غير موجود على الإطلاق. |
| توزيعية الضرب على الجمع: | a × (b + c) = a × b + a × c و (a + b) × c = (a × c) + (b × c) | a × (b + c) = a × b + a × c و (a + b) × c = (a × c) + (b × c) |
| لا وجود لقواسم للصفر:    | | إذا كان a × b = 0, فإن a = 0 أو b = 0 (أو كلاهما معا يساوي الصفر)                                                                                                   |

## خصائص نظرية أخرى
Z هي مجموعة مرتبة كليا. ليس لها حد أقصى أو حد ادنى.
يكون عددا ما موجبا إذا كان أكبر قطعا من الصفر ويكون سالبا إذا كان أصغر قطعا من الصفر. وبذلك، فإن كل عدد صحيح موجب أكبر من كل عدد صحيح سالب لأنه من قواعد خط الأعداد أن الأعداد التي على اليمين أكبر من التي على اليسار. الصفر ليس عددا صحيحا موجبا وليس عددا صحيحا سالبا. أصغر عدد صحيح موجب هو 1 وأكبر صحيح موجب غير معروف هويته لأنه في أقصى اليمين في خط الأعداد. أصغر عدد صحيح سالب غير معروف لأنه في أقصى اليسار في خط الأعداد وأكبر عدد صحيح سالب هو -1.

### مجموعة الأعداد الصحيحة الموجبة Z+
والمقصود بها أيضا مجموعة أعداد العد حيث تبدأ من العدد 1 إلى مالانهاية أي: {Z+ ={...10,9,8,7,6,5,4,3,2,1،
وهي الأعداد التي تستخدم في عد الإشياء وللدلالة عليها نضع بعض المعادلات مثل:
{Z+ = N - {0 : الفرق بين مجموعة الأعداد الطبيعية N ومجموعة الأعداد الصحيحة الموجبة هو الصفر.

### مجموعة الأعداد الصحيحة السالبة Z-
والمقصود بها هي مجموعة الأعداد المقابلة لمجموعة الأعداد الصحيحة الموجبة فمثلا 4 مقابلها 4- وتبدأ من ناقص ما لا نهاية له إلى -1.

### الصفر
على خط الأعداد، تُوزع الأعداد الصحيحة كما يلي:
1. مجموعة الأعداد الصحيحة الموجبة على اليمين،
2. مجموعة الأعداد الصحيحة السالبة على اليسار،
3. يوجد الصفر بين مجموعتي الأعداد السالبة والموجبة أي باختصار الصفر محايد بين المجموعتين لا هو سالب ولا هو موجب. يوضع بالمنتصف بين المجموعتين. يرمز له بالرمز (و) وصل لأنه يوصل بين مجموعة الأعداد الصحيحية الموجبة والسالبة[بحاجة لمصدر].

## الإشارة
تتميز الأعداد الصحيحة بوجود إشارات توضع على يسارها. فالأعداد الموجبة توضع لها إشارة + والسالبة توضع لها إشارة - والصفر ليس له إشارة إلا في حالات خاصة مثل تعريف النهايات حيث وضعُ إشارة الموجب أو السالب بجانب الصفر يؤدى إلى معنى معين وكذلك فإنه من الاختصار عدم وضع إشارة + على الأعداد الموجبة لأنها في نفس الوقت أعداد عد وأعداد العد لا توضع فيها إشارة موجب ولكن يجب وضع إشارة - على الأعداد السالبة للتفريق بينها وبين الأعداد الموجبة.

## العمليات الحسابية على Z

### الجمع
مجموع عددين صحيحين موجبين هو عدد صحيح موجب. فمثلا 3 + 6 = 9 تنتمي لمجموعة الأعداد الصحيحة الموجبة. ومجموع عددين صحيحن سالبين هو عدد صحيح سالب. فمثلا 6- + 4- = -10 تنتمي لمجموعة الأعداد الصحيحة السالبة.
عند جمع عددين صحيحين أحدهما سالب والآخر موجب فإن إشارة الناتج تكون إشارة العدد الكبير من حيث القيمة المطلقة ويكون العدد الفرق بينهما. مثال: 3 + -7. العدد الكبير بين العددين من حيث القيمة المطلقة هو -7 وإشارته - معنى ذلك أن الناتج عدد سالب والناتج يكون الفرق بين العددين (يُطرح العددان حيث يكون الاثنان موجبين لأن إشارة -7 أخذها الناتج وصار عددا موجبا) هو 4 إذا الناتج = -4.

### الطرح
الطرح في مجموعة الأعداد الصحيحة هو جمع المعكوس الجمعى فمثلا: 4 - (-3) = 4 + 3 = 7. فعندما يكون هناك عملية طرح فإنه يتم تغيير علامة الطرح وجعلها جمعا ويتم تغيير إشارة العدد من أجل القيام بعملية الجمع. ومن خصائص الطرح في Z ما يلي:
1. الانغلاق: طرح أي عددين صحيحين يساوي عددا صحيحا.
2. الإبدال: إذا طرحنا 4 - (- 7) = 4 + 7 = 11 فإذا عكسنا المسألة فستكون (-7) - 4 = (-7) + (-4) = -11 أي أن الناتجين اختلفا إذا عملية الطرح غير إبدالية في Z.
3. التجميعية: إذا طرحنا 4 - (- 8) - 9 فإننا لو دمجناها فسوف يكون:

(4 - (-8)) - 9
= 4 + 8 - 9
= 12 - 9
= 3
أو: 4 - (-8 - 9)
= 4 - (-8 + (-9)
= 4 - (- 17)
= 4 + 17
= 21
إذا الناتجان اختلفا معنى ذلك أن عملية الجمع دامجة في Z.

### الضرب والقسمة
- جداء عددين صحيحين موجبين عدد موجب. مثل 7 × 5 = 35، 35 عدد موجب.
- جداء عددين صحيحين سالبين عدد موجب. -3 × -6 = 18، 18 عدد موجب.
- جداء عددين صحيحين أحدهما سالب والآخر موجب عدد سالب. فمثلا 3 × -4 = - 12، -12 عدد سالب.

قواعد إشارات عملية القسمة تشبه عملية الضرب تماما.

## في علم الحاسوب
عادة ما تمثل الأعداد الصحيحة نوع بيانات أولي (أي أن المُبرمج لا يحتاج في لغة البرمجة المستعملة إلى تعريف الأعداد الصحيحة أو تعريف خصائصها. لغة البرمجة ذاتها تضمن له ذلك) في اللغات الحاسوبية.
يُرمز إلى الأعداد الصحيحة في العديد من لغات البرمجة ب int. اللغات سي وجافا وديلفي أمثلة على ذلك.